# Ferenczy Miklós
Ferenczy Miklós (Tokod, 1931. március 27. – Kisbér, 2020. december 30.) orvos, helytörténész.

## Életpályája
Gimnáziumi tanulmányait előbb Désen, majd Esztergomban folytatta. A Szegedi Orvostudományi Egyetemen szerzett orvosdoktori diplomát 1956-ban. Körzeti orvosként előbb a heves megyei Felsőtárkányban dolgozott, majd pár évet Komárom megyében Ácson és 1965-től 2000-ig Dunaalmáson végezte orvosi munkáját. Geriátria és a Rehabilitáció szakorvosa. Több alkalommal járt külföldi tanulmányúton a németországi Halle város orvosegyetemén.
Alapító tagja a Magyar Általános Orvosok Tudományos Egyesületének. 1985-ben a Debreceni Református Teológiai Akadémián lelkészi oklevelet szerzett. Kiemelkedő irodalom- és helytörténeti tevékenysége Csokonai Vitéz Mihály és Lilla (Vajda Julianna) személye köré fonódik. Feltárta találkozásaik részleteit, a községben emlékszobát létesített. Irodalomtörténeti kutató munkájáért 1989-ben Debrecenben Csokonai-díjat kapott.
Közel tucat kiadványa jelent meg, zömmel helytörténeti vonatkozásúak. A szegedi Orvosegyetem 2006-ban aranydiplomával tüntette ki 50 éves orvosi tevékenysége alkalmából. Ugyancsak 2006-ban Életműért kitüntetésben részesítette a Komárom-Esztergom Megyei Önkormányzat.
Két fia van: Ferenczy Tamás Egerben kertész szakmérnök, dr. Ferenczy Péter kardiológus főorvos Németországban. 2016 őszén gyémántdiplomát vehetett át a szegedi Tudományegyetem orvoskara dékánjától.. Dunaalmás község Díszpolgára címet viseli.

## Művei
- Csokonai és Lilla emlékek Komárom megyében. Dunaalmási adattár; összeáll. Ferenczy Miklós; s.n., Dunaalmás, 1973
- Dunaalmás 1848–49-ben; Hazafias Népfront Komárom megyei Bizottsága, Tatabánya, 1977
- A Lilla-per, 1844–1852; szerzői, Almásneszmély, 1982
- Csokonai- és Lilla-emlékek Komárom megyében. Almásneszmélyi adattár; összeáll. Ferenczy Miklós; Komárom Megyei Tanács Művelődésügyi Osztálya, Tatabánya, 1986
- Emlékek a szabadságharcról 1848/49
- A dunaalmási református egyház története
- Régi sírkövek Dunaalmáson (2 kiadás)
- Költők, borok, hegytörvények Dunaalmáson.
- Orvosi pályám emlékezete (2000)

## Díjai
- Debrecen Város Csokonai-díja (1989)[3]

## Külső hivatkozások
- Pápai Jókai Kör Egyesület örökös és tiszteletbeli tagjai
- Dunaalmási Híradó
- D. Nagy Imre: 21 érdekes orvos – riportkötet, EPL Kiadó, 2003
- Soós Rezsőné: Tokod – Arcképcsarnok. Változó világ sorozat